# Pelophila
Pelophila — рід жуків-турунів підродини Nebriinae. Описано два види, поширені в Євразії і Північній Америці.
Надкрила з десятьма порожніми борозенками, укороченої прищиткової борозенки немає. Перший сегмент задньої лапки тієї ж довжини, що і п'ятий.